# Znaki korektorskie
Znaki korektorskie – umowne, ujednolicone znaki, używane przez korektorów, redaktorów lub autorów do zaznaczania błędów na odbitkach korektorskich tekstów, tabel i innych elementów. Znaki te umieszczane są w tekście, a na marginesie – ich powtórzenie wraz z wersją poprawną.
Znaki korektorskie są też stosowane przy poprawianiu czy recenzowaniu tekstów naukowych oraz prac dyplomowych.
W Polsce znaki korektorskie zostały ujednolicone zgodnie z normą PN-72/P-55036 Znaki korektorskie i wykonywanie korekty drukarskiej z 6 czerwca 1972 r. Norma została wycofana 17 grudnia 2012 roku.